# 머치디퍼런트
머치디퍼런트(영어: MuchDifferent)는 2008년 스웨덴, 웁살라에서 설립된 소프트웨어 개발 회사이다. 이 회사는 온라인 멀티플레이어 일인칭 슈팅 게임에서 많은 수의 플레이어를 기록한 기네스 세계 기록을 보유하고 있다.

## 세계 기록
일인칭 슈팅 게임에서 많은 수의 동시 접속자로 세워진 세계 기록은 2012 1월 29일 스웨덴, 웁살라에서 세워졌으며, Guinness World Records Gamer's Edition에서 인증되었다. 전 세계에서 999명의 유저가 동시 접속하여 세운 이 기록은 머치디퍼런트에서 자체적으로 개발한 네트워킹 기술로 세워졌다.

## 멀티 플레이 네트워크 기술
머치디퍼런트는 유니티(게임 엔진)에서 개발이 가능한 온라인 게임을 위한 네트워크 서버 엔진을 개발하고 판매하고 있다.
유니티 파크 스위트(영어: UnityPark Suite)라고 이름 지어진 이 엔진은 다양한 게임 개발에 사용되고 있다.

## 같이 보기
- 유니티 (게임 엔진)
- 게임 서버